# 陸光熙
陆光熙（1878年—1911年），本名惠熙，字亮臣，顺天府宛平縣人，本籍浙江省萧山縣。清末翰林、官员。

## 生平
陆光熙之父陆钟琦为光绪十五年（1889年）进士，官至山西巡抚。陆光熙于光绪三十年（1904年）考中甲辰科三甲第六十二名进士。选庶吉士。游学日本，毕业于陆军士官学校，回国获授编修，擢为侍讲。
辛亥革命爆发后，其父陆钟琦准备拼死对抗革命，光熙特从北京赶赴山西。不久当地民军起事，攻打巡抚衙署，父子皆遇难。清廷追赠三品京堂，谥文节。